# حسن موراتویچ
حسن موراتویچ (انگلیسی: Hasan Muratović؛ ۱۱ آوریل ۱۹۴۰ – ۱۴ نوامبر ۲۰۲۰) سیاست‌مدار اهل بوسنی و هرزگوین بود. وی از ۳۰ ژانویه ۱۹۹۶ تا ۳ ژانویه ۱۹۹۷ نخست‌وزیر این کشور بود.
حسن موراتویچ در ۱۴ نوامبر ۲۰۲۰ بر اثر ابتلا به بیماری کروناویروس ۲۰۱۹ در سن ۸۰ سالگی درگذشت.